# Paul Boghossian

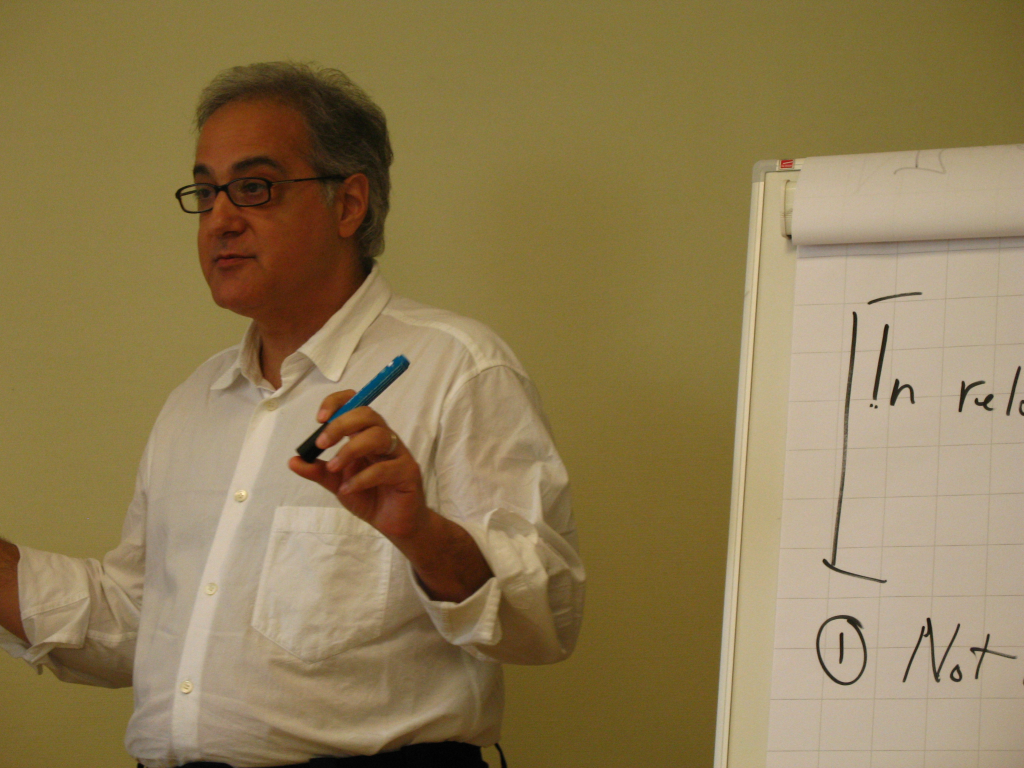
Paul Boghossian (2008)

Paul Artin Boghossian (geboren 4. Juni 1957) ist ein US-amerikanischer Philosoph.

## Leben
Paul Boghossians Familie ist armenischer Herkunft. Er studierte zunächst Physik an der Trent University in Peterborough (Ontario), wo er 1976 den B.Sc. machte, und wurde 1987 bei Paul Benacerraf an der Princeton University in Philosophie promoviert. Er war von 1984 bis 1992 Assistenzprofessor an der University of Michigan und 1991 Gastdozent in Princeton.
Er erhielt Forschungsstipendien der National Endowment for the Humanities, des Magdalen College, Oxford, der University of London und der Australian National University. Er ist Fellow des New York Institute for the Humanities. Boghossian lehrt seit 1991 an der New York University Philosophie, seit 1995 als Professor. Seine Forschungsschwerpunkte sind Epistemologie, Wissensphilosophie und Sprachphilosophie. Er war für zehn Jahre von 1994 bis 2004 der Dekan des Departments. Seit 2006 hat er die „Julius Silver Professur“ inne. Er ist zudem Direktor des New York Institute of Philosophy. 2012 erhielt er an der Universität das Amt des Provost.
Boghossian ist Mitherausgeber der Zeitschriften Philosophical Studies und des Philosophers’ Imprint.
Seit 2012 ist er Mitglied der American Academy of Arts and Sciences.

## Schriften
- The Concept of Genocide. In: Journal of Genocide Research. Band 12, Nr. 1/2, 2010, S. 69–80, doi:10.1080/14623528.2010.515402, (online).
- Content and Justification. Philosophical Papers. Clarendon Press, Oxford u. a. 2008, ISBN 978-0-19-929210-3.
- Fear of Knowledge. Against Relativism and Constructivism. Clarendon Press, Oxford u. a. 2006, ISBN 0-19-928718-X.
  - deutsch: Angst vor der Wahrheit. Ein Plädoyer gegen Relativismus und Konstruktivismus (= Suhrkamp-Taschenbuch Wissenschaft. 2059). Aus dem Amerikanischen von Jens Rometsch. Mit einem Nachwort Markus Gabriel. Suhrkamp, Berlin 2013, ISBN 978-3-518-29659-2.
- als Herausgeber mit Christopher Peacocke: New Essays on the A Priori. Clarendon Press, Oxford 2000, ISBN 0-19-924126-0.
- Essays on meaning and belief. Thesis (Ph.D.) Princeton University 1987.